# Juju (geloofssysteem)

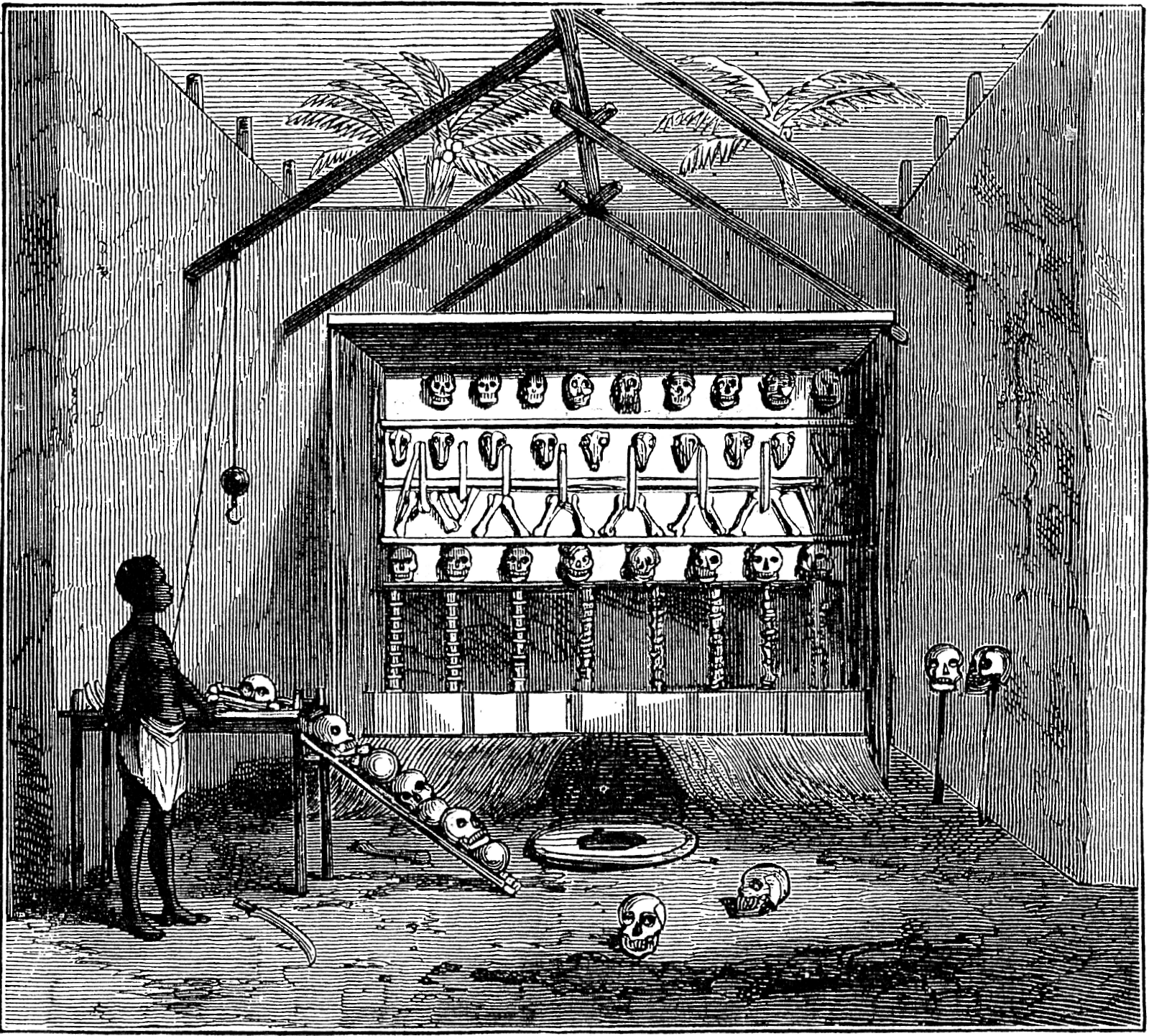
Victoriaanse afbeelding van een Ju-ju huis uit 1873

Juju of ju-ju is een spiritueel geloofssysteem waarin voorwerpen uit religieuze praktijken worden gebruikt als onderdeel van hekserij in West-Afrika, vooral de bevolking van Nigeria. De term is toegepast op traditionele Afrikaanse religies.
In tegenstelling tot Voodoo kan Juju zowel voor goedaardige als kwaadaardige doeleinden gebruikt worden.
Gebruikte voorwerpen zijn bijvoorbeeld amuletten en spreuken.